# سیاست در کویت
کویت یک امارت مشروطه با یک سیستم سیاسی نیمه دموکراتیک است. سیستم سیاسی ترکیبی بین یک مجلس منتخب و دولت منصوب تقسیم می‌شود.
کویت در میان کشورهای خاورمیانه آزادترین کشور در آزادی‌های مدنی و حقوق سیاسی است. قانون اساسی کویت در سال ۱۹۶۲ منتشر شد. خانه آزادی در نظر سنجی آزادی در جهان، این کشور را به عنوان «تا حدودی آزاد» ارزیابی می‌کند. کویت تنها کشور میان کشورهای عربی حاشیه خلیج فارس است که «تا حدودی آزاد» درج شده‌است.
کویت در ۱۴ مه ۱۹۶۲ به عنوان صد و یازدهمین کشور به عضویت سازمان ملل درآمد. در دسامبر ۱۹۶۱ اولین انتخابات در کویت منجر به تشکیل مجلس مؤسسان شد که ۲۰ عضو دیگر آن از اعضای کابینه بودند که وظیفه بررسی و تصویب قانون اساسی را داشتند بر آن اساس مجلس ملی کویت با ۵۰ عضو در ژوئیه ۱۹۶۳ تشکیل و  صباح سالم الصباح به نخست‌وزیری کویت منصوب گردید. دولت عراق در اکتبر ۱۹۶۳ کویت را به عنوان یک کشور مستقل به رسمیت شناخت.
پس از  عبدالله السالم الصباح که مورد علاقه و احترام ملت کویت بود و تا سال ۱۹۶۵ زمام امور این کشور را بدست داشت، برادرش  صباح السالم الصباح به حکومت رسید.  صباح السالم الصباح در ۳۱ دسامبر ۱۹۷۷ فوت کرد و  جابر الاحمد الجابر الصباح حاکم کنونی کویت زمام امور را بدست گرفت.
به موجب قانون اساسی کویت، امارات در خاندان آل صباح موروثی می‌باشد و حکومت کویت مرکب از قوای سه‌گانه مقننه، قضاییه و مجریه‌است که از یکدیگر تفکیک شده و یک شورای مشورتی امیر کویت را در امور مملکتی یاری می‌کند. فعالیت‌های حکومت نیز طبق قانون اساسی توسط مجلس امت کویت کنترل می‌شود.

## قانون اساسی
قانون اساسی کویت (به عربی: دستور الكويت)، مهمترین قانون کشور امیرنشین کویت است؛ که در سال ۱۹۶۱–۱۹۶۲ تنظیم شد و در ۱۱ نوامبر سال ۱۹۶۲ توسط عبدالله سالم الصباح نخستین امیر کویت به امضا رسید. این قانون اساسی در ۱۷۳ اصل به همراه ۱۰ اصل در باب احکامی عمومی و احکامی موقت می‌باشد، که در مجموع ۱۸۳ اصل را تشکیل داده‌است.

## ساختار سیاسی
می‌توان گفت که ساختار سیاسی کویت از بین کشورهای منطقه در یک چارچوب عربی و خلیجی به الگوی سیاسی دمکراسی غربی نزدیک تر است. در میان کشورهای عرب حوزه خلیج فارس مردم کویت از آگاهی و رشد سیاسی و سطح علمی خوبی نسبت به سایر کشورها برخوردارند.
در این کشور احزاب سیاسی رسمی یا غیررسمی وجود ندارد. جمعیت‌های سیاسی و مذهبی تحت پوشش مسائل مذهبی و اجتماعی می‌توانند فعالیت‌های سیاسی داشته باشند.
کویت به لحاظ موقعیت جغرافیایی خاص و داشتن منابع سرشار نفت، برقراری روابط با تمام کشورها رادر حفظ ثبات خلیج فارس مثبت می‌داند. قانون اساسی کویت پایه روابط خارجی را با تأکید بر احترام متقابل و عدم مداخله در امور دیگران ذکر نموده‌است..

## سیاست خارجی

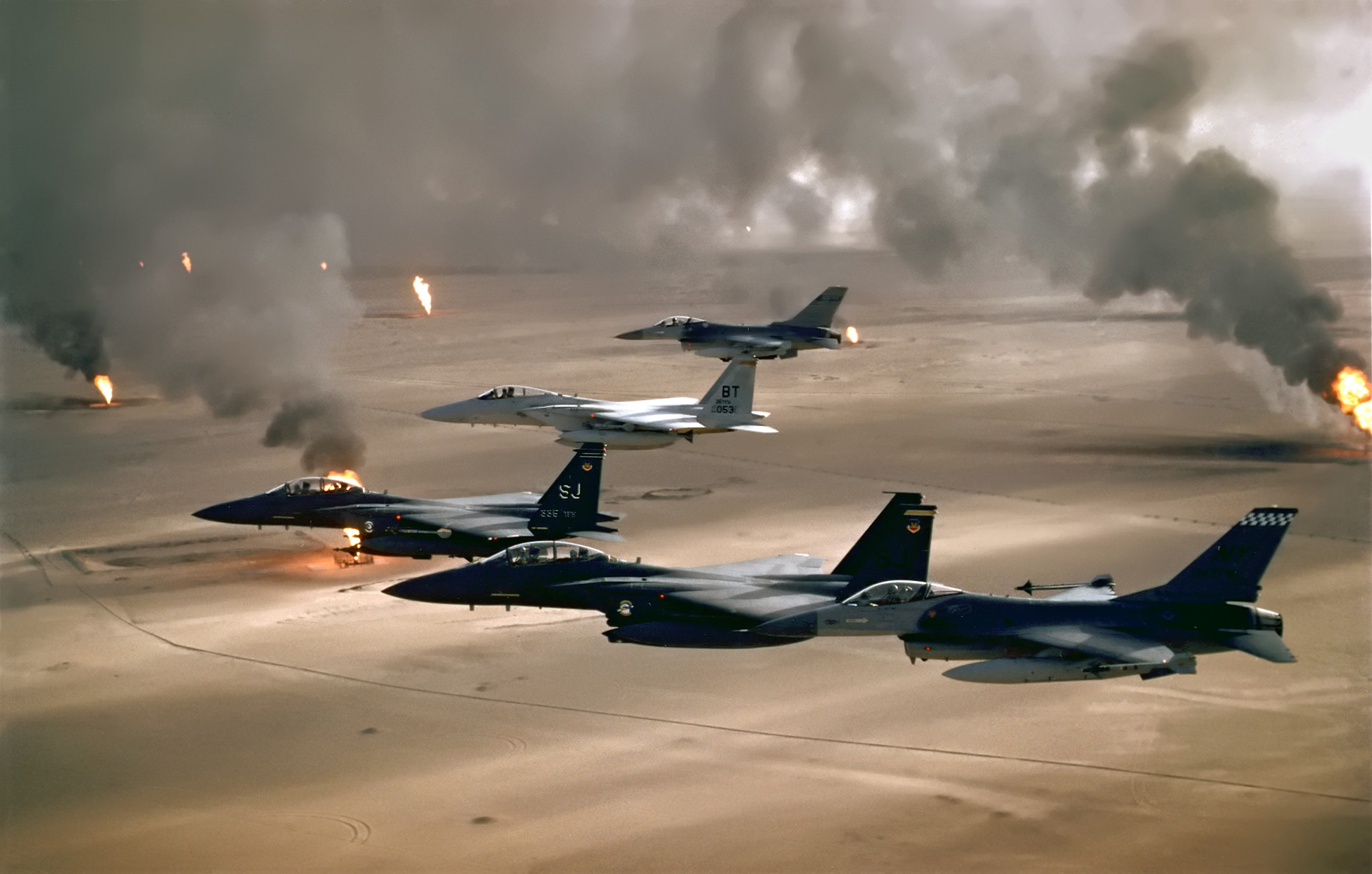
دو فروند جنگنده اف-۱۶ فایتینگ فالکن و سه فروند جنگنده اف-۱۵ ایگل متعلق به نیروی هوایی آمریکا در حال پرواز بر فراز چاه‌های نفت به آتش کشیده‌شده کویت در جریان جنگ خلیج فارس در سال ۱۹۹۱ میلادی. خاموش‌کردن کامل حدود ۸۰۰ حلقه چاه نفت به آتش کشیده‌شده کویت، تا ۸ ماه پس از پایان جنگ به طول انجامید، اما اثرات زیست‌محیطی آن تا سال‌ها گریبان‌گیر آن کشور بود.

موقعیت جغرافیایی و اقتصادی کویت از دلایل عمده تأثیرپذیری شدید کویت از حوادث خارجی به‌شمار می‌آید. قرار گرفتن این کشور در بخش شمال غربی خلیج فارس و در همسایگی کشورهای عربستان و عراق و نیز نزدیکی آن به جمهوری اسلامی ایران، جایگاه ویژه‌ای به لحاظ ژئوپلتیکی برای کویت ایجاد کرده‌است.
در قرن بیستم که مسئله نفت بیش از پیش اهمیت و نقش سیاسی خود را نشان داد، کشورهای دارای نفت شدید تر از هر زمان دیگری در معرض تأثیرپذیری از وقایع سیاسی جهان قرار گرفتند، بطوری‌که هیچ‌یک از کشورهای دارنده نفت عملاً نتوانستند در رخدادهای جهان بیطرف و خنثی بمانند، چرا که آن‌ها چیزی را در اختیار داشتند که می‌توانست کشوری را به قدرت برتر مبدل کند یا چرخ‌های ترقی قدرت دیگری را از حرکت بازدارد. ضعف و محدودیت در بنیه نظامی کویت را نیز می‌توان در عدم کارایی مطلوب سیاسی خارجی این کشور مؤثر دانست. تأثیرپذیری سیاست خارجی کویت از قدرت نظامی عراق از همان سال اول اعلام استقلال کویت سابقه دارد.

### روابط کویت با عراق
عراق مدعی است به موجب سوابق تاریخی کویت جزو خاک این کشور محسوب و در واقع دنباله بخش جنوبی بصره می‌باشد. این ادعا همواره موجب برخوردهای سیاسی و نظامی دو کشور شده‌است.
حکومت بعثی عراق در اوت ۱۹۹۰ مقاصد خود را آشکار کرد وطی چند ساعت تمام خاک کویت را به اشغال خود درآورد که این عمل به دومین جنگ خلیج فارس که به جنگ نفت موسوم شد انجامید و پس از آزاد سازی کویت جنگ سرد دو کشور آغاز شد.

### روابط کویت با آمریکا
به‌طور سنتی روابط کویت با بلوک غرب به ویژه آمریکا گسترده بوده‌است. در سال ۱۹۶۱ بلافاصله پس از اعلام استقلال کویت، روابط دیپلماتیک بین دو کشور برقرار شده و دامنه این روابط از سال ۱۹۷۱ تا سطح مسائل نظامی بسط و گسترش یافت. از آن تاریخ تا کنون کویت مبالغ هنگفتی صرف خریدهای نظامی از ایالات متحده نموده‌است.
یکی از مسائل مورد توجه در مناسبات کویت و آمریکا، وابستگی شدید کویت به مواد غذایی وارداتی از آمریکاست که طی دهه گذشته به‌طور مداوم رشد فزاینده‌ای داشته‌است. این وابستگی در سطح بسیار بالای برای کویت مطرح است و چنانچه صدور مواد غذایی از آمریکا به این کشور محدود یا متوقف گردد، کویت سخت در مضیقه قرار خواهد گرفت.
بدنبال سفر دوره‌ای  صباح به اروپا در سال ۱۹۹۴، واشینگتن برای اینکه از متحدان اروپایی خود عقب نماند، خانم مادلین البرایت سفیر خود در سازمان ملل را به منطقه خلیج فارس اعزام نمود تا در خلال آن مانع تقویت فکر رفع تحریم علیه عراق شود. نامبرده ابتدا از سلطان نشین عمان دیدار نمود و سپس با سفر به کویت، پیام پشتیبانی همه‌جانبه واشینگتن از اهداف سیاسی کویت در مناقشه با عراق را به اطلاع امیر و مسئولان کویت رسانید.

## انتخابات
قانون اساسی خواستار برگزاری انتخابات جدید در فاصله حداکثر چهار سال (یا در صورت انحلال مجلس زودتر) است. کویت برای شهروندان کویتی که ۲۱ سال و بالاتر دارند، حق رأی دارد.